# PC Magazine
PC Magazine (afgekort PCMag) is een Amerikaans computertijdschrift dat uitgegeven wordt door Ziff Davis. Van februari 1982 tot januari 2009 werd een gedrukte versie gepubliceerd. De online-versie ging eind 1994 van start.

## Geschiedenis
Het eerste nummer werd gepubliceerd onder de naam PC en dateert van februari-maart 1982. Het woord "Magazine" werd aan de naam toegevoegd bij het derde nummer in juni 1982, maar pas in januari 1986 werd ook het logo aangepast. Het tijdschrift werd opgericht door David Bunnell, Edward Currie en Tony Gold. In de beginfase financierde Gold zelf de publicatie, maar toen de publicatiekosten te hoog werden verkocht Gold het tijdschrift aan Ziff Davis. Daarop stapte de voltallige redactie samen met Bunnell op om PC World op te richten.
Aanvankelijk werd het tijdschrift tweemaandelijks uitgegeven, maar vanaf het vierde nummer in augustus 1982 werd het een maandelijkse publicatie. Nadat het nummer uit december 1983 zo'n 800 pagina's telde werd beslist om het tijdschrift tweewekelijks uit te geven. In januari 2008 werd er terug overgeschakeld op een maandelijkse publicatie.
PC Magazine was een van de eerste tijdschriften met een uitgebreid testlab, genaamd "PC Labs". PC Labs had als doel om redacteurs en recensenten te helpen bij het evalueren van pc-hardware en -software, vooral voor grote projecten zoals de jaarlijkse printereditie, waarbij bijna honderd printers werden vergeleken.
Het tijdschrift is in de loop der jaren aanzienlijk geëvolueerd. Waar aanvankelijk vooral de nadruk lag op grootschalige vergelijkende beoordelingen van computersystemen, randapparatuur en softwarepakketten, verschoof de focus in de 21e eeuw naar de bredere markt van consumentenelektronica. Vanaf eind jaren negentig kwam ook vaker Macintosh-hardware en -software aan bod.
De meest drastische verandering kwam er onder invloed van de teruglopende reclame-inkomsten en de gemakkelijke beschikbaarheid van het internet, waardoor computertijdschriften minder noodzakelijk werden. Daarom werd in november 2008 aangekondigd dat het nummer van januari 2009 de laatste gedrukte versie van PC Magazine zou worden en dat alleen de online-versie PCMag.com zou blijven bestaan.
De online-versie biedt tot op heden meerdere vormen van informatie, waaronder recensies, "how-to"-artikels, nieuws en productvergelijkingen.